# Enotska kocka
Enotska kocka je v matematiki kocka, ki ima vse robove enake 1. Prostornina enotske kocke v trirazsežnem prostoru je enaka 1 kubični enoti, njena površina pa je enaka šestim kvadratnim enotam. 

## Enotska hiperkocka
Enotska hiperkocka je hiperkocka v prostoru z {\displaystyle n\,} razsežnostmi. Enotska hiperkocka ima {\displaystyle 2^{n}\,} oglišč. Dolžina najdaljše diagonale hiperkocke z {\displaystyle n\,} razsežnostmi je enaka kvadratnemu korenu od {\displaystyle n\,}. Še posebej je štirirazsežni analogon enotske kocke enotski teserakt.